# Myangayanga
Myangayanga ist ein Verwaltungsbezirk (Ward) des Distrikts Mbinga (TC) in der tansanischen Region Ruvuma.

## Geografie
Myangayanga liegt im Südwesten von Tansania nordwestlich der Distrikthauptstadt Mbinga. Der Bezirk grenzt im Süden, Westen und Norden an den Distrikt Mbinga und im Osten an die Bezirke Mateka und Luwaita. Bei der Volkszählung 2022 lebten 5745 Menschen in 1427 Haushalten auf einer Fläche von 32 Quadratkilometern.

## Gliederung
Der Bezirk besteht aus vier Gemeinden (Mtaa) mit 22 Orten (Kitongoji):
| Myangayanga - Limbiko - Mkinga - Mshangano - Myangayanga | Kindimba - Lufyoto - Kindimba - Mtungu - Walanzi - Ndembo - Kitunda A - Kitunda B - Torongi - Mkanya | Kitunda - Kwela - Kipololo - Lilundo - Nwambo | Mundeki - Mhilahila - Mbula - Mahingo - Longa - Ndembo |

## Infrastruktur
- Bildung: Im Bezirk gibt es zwei weiterführende Schulen.[7] Die Kindimba Secondary School bietet auch ein Intzernat an,[8] die Mkinga Secondary School ist eine reine Tagesschule.[9] Beide bilden Jugendliche bis zur 4. Stufe aus.
- Gesundheit: In den Gemeinden Myangayanga[10] und Kindimba[11] gibt es je eine staatliche Apotheke.